# Magyarország belgrádi nagykövetsége
Magyarország belgrádi nagykövetsége (szerbül: Ambasada Mađarske u Beogradu, cirill írással: Амбасада Мађарске у Београду) a történelem során több országban töltötte be diplomáciai képviselet szerepét, miközben ugyanabban a városban maradt: nyitásakor a Szerb–Horvát–Szlovén Királyságnál, majd Jugoszláviában, később Szerbia és Montenegróban végül napjainkban Szerbiában. Az intézmény Magyarország és Szerbia kapcsolataiban fontos szerepet tölt be. A misszió Belgrád Vračar városrészében a található, a Krunska 72. alatt. Nagykövetünk 2014 óta Pintér Attila
Napra pontosan nem tudjuk, hogy mikor nyílt a belgrádi követség, csak azt, hogy első követünk, maglódi Wodianer Rezső (a századelőn a Rezső és a Rudolf nevek mondhatni csereszabatosak voltak a sajtóban, így számtalan esetben Wodianer Rudolf néven hivatkoznak rá) 1919 decemberének utolsó napjaiban utazott állomáshelyére. Zaklatott időszak volt ez Magyarország és Szerbia kapcsolataiban, hiszen az Osztrák–Magyar Monarchia felbomlása révén létrejött fiatal önálló Magyarország déli területét a szerbek tartották megszállás alatt, sőt, 1921-ben kikiáltották a rövid életű Baranya–bajai Szerb–Magyar Köztársaságot is. A következő hír a belgrádi követségről, hogy új palotát építtet a magyar kormány, melyre 1922-ben 12 857 600 koronát fordított. A közlöny 1923. október 1-jét adja meg, mint a követség új helyszínen való működésének kezdődátumát, az ott közölt cím: Zorina ulica 70., az épület tervezője egy müncheni illetőségű építész, bizonyos Rudolf Koller volt, a felépítéséhez szükséges építőanyagot pedig Magyarországról szállították Belgrádba. Ismeretes, hogy a Harmadik Birodalom és Magyarország 1941 áprilisában megtámadták Jugoszláviát. A hadszíntérré változott országban a követség működése ellehetetlenült, Bakách-Bessenyey György akkori követ és a képviselet személyzete április 21-én hagyták el a követséget, és egy nap alatt értek Budapestre gépkocsival.
A jugoszláv reláció a második világháborút követően benne volt abban a nyolcban, ahol első körben újjá kívánták szervezni a külképviseletet. Azonban a háború alatt a követség épülete megsérült, 1946-47 során építették újjá, több mint egymillió forintos ráfordítással. Az első követünk Szántó Zoltán kommunista diplomata lett 1947-től. 1956. október 3-án emelték a képviseletet nagykövetségi rangra, első nagykövetünk Münnich Ferenc volt, aki megbízólevelének átadása (1956. október 6.) után három héttel az 1956-os forradalom politikai változásainak a következményeként már az első Nagy Imre-kormány belügyminisztere lett, így az állomáshelyét el kellett hagynia, megbízatását azonban csak kis késéssel, november 12-én vonták vissza. A rendszerváltás előtti utolsó nagykövetünk Györke Sándor volt, aki kiküldetése utolsó fél évében a jugoszláviaival párhuzamosan moszkvai nagykövet is volt. Az 1990-ben őt váltó Őszi István később szlovéniai nagykövetünk is volt.